# Île Saint-Louis

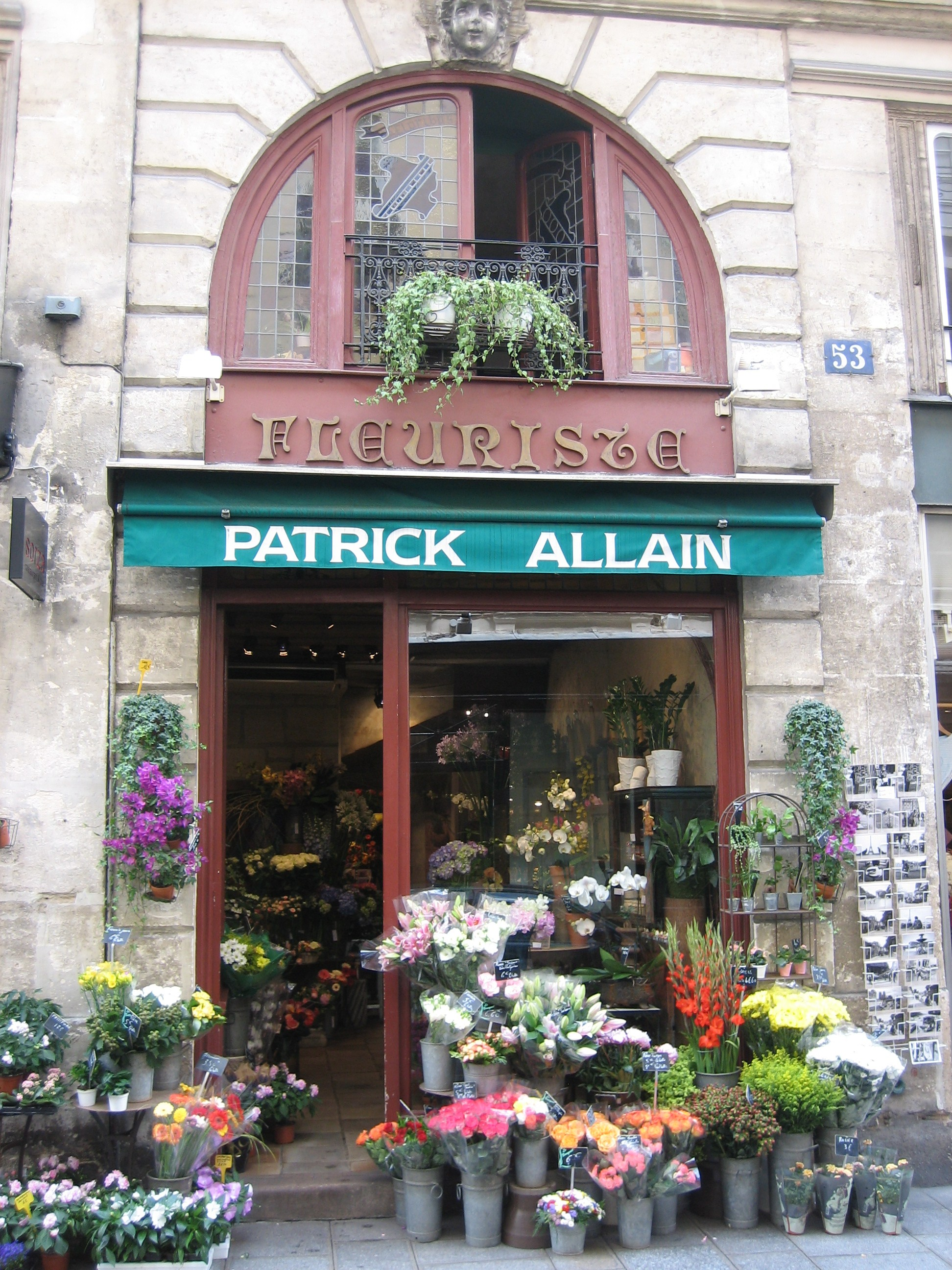
Il fiorista Patrick Allain nella Rue Saint-Louis en l'Île

L'Île Saint-Louis /il sɛ̃ lwi/ si trova nel IV arrondissement di Parigi, ed è la più piccola delle due isole naturali della Senna (Area: 0,11 km²).

## Descrizione
I principali monumenti dell'isola sono: 
- la Chiesa di Saint-Louis-en-l'Île;
- la Société Historique et Littéraire Polonaise;
- l'Hôtel de Lauzun.
- l'Hôtel Lambert.

L'isola è affiancata all'Île de la Cité.
L'Île Saint-Louis è connessa al resto della città di Parigi tramite quattro ponti su entrambe le rive del fiume, ed all'Île de la Cité tramite il Pont Saint-Louis.
L'isola si trova nel IV arrondissement e conta una popolazione di 2 465 abitanti.

## Storia
Uno dei primi esempi di pianificazione urbana, l'isola come appare oggi è frutto di una serie di restauri databili al XVII secolo ed ai regni di Enrico IV e Luigi XIII. Oasi pacifica, lontana dal rumoroso centro di Parigi, l'isola ha ancora oggi strade strette e ad un solo senso, senza stazioni della metropolitana e con sole due fermate di autobus. Gran parte dell'isola è residenziale, ma vi trovano posto anche ristoranti, hotel, negozi, caffè e gelaterie a livello della strada, oltre ad una chiesa di notevoli dimensioni.
L'Île Saint-Louis, un elegante sobborgo, inizialmente composta da due isolette naturali della Senna - l'Ile Notre Dame (la più grande delle due) e l'Ile aux Vaches (un'isoletta usata per il pascolo) - vennero unite nel 1614. L'Île Saint-Louis venne così rinominata in onore di san Luigi IX, re di Francia del XIII secolo.
All'inizio del XVII secolo, ad ogni modo, l'isola venne dedicata al santo re di Francia da Luigi XIII, suo discendente ed omonimo che, assieme alla regina madre Maria de Medici, decise di dare l'avvio ad una risistemazione su vasta scala dell'isola e dei suoi edifici principali, sfruttando il lavoro già compiuto dal padre Enrico IV nella trasformazione delle due isolette.
L'architetto incaricato dell'opera fu Christophe Marie, il quale in riconoscimento dell'ottima opera compiuta ottenne il permesso di costruirsi in loco un'elegante residenza. Seguendo il suo esempio, ricchi uomini d'affari e politici iniziarono a comprarvi delle abitazioni. Marie si mise dunque in affari con altri due costruttori, Lugles Poulletier e François Le Regrattier, e si servì di Louis Le Vau come architetto. Nel 1614 venne definitivamente riempito il fossato che divideva le due isolette e tra il 1620 ed il 1650 iniziarono ad essere costruite le prime abitazioni. Questo progetto, rivoluzionario per l'epoca, fu un vero successo per la città di Parigi. Le nuove strade costruite vennero mantenute perpendicolari all'asse centrale e per ridurre il rischio di incendi, i tetti vennero realizzati con coperture in beole anziché legno e coppi.
Per la prima volta, inoltre, la maggior parte delle finestre e i balconi vennero orientati all'esterno, verso le rive del fiume che offrivano una visuale inappagabile. I cortili interni apparvero perciò perlopiù stretti e i giardini quasi inesistenti, costringendo quindi i proprietari a sbizzarrirsi in ricchissimi interni. La maggior parte delle facciate delle case vennero mantenute sobrie, pur non mancando mascheroni decorativi, statue e balconi in ferro battuto.
Nel 1622 vi venne eretto il primo luogo di culto, la chiesa di Saint-Louis-en-l'Île, disegnata da François Le Vau, caratterizzata da interni strabilianti; con uno stile interno barocco che contrasta fortemente con la sobrietà degli esterni.

## Ponti che collegano verso l'Île Saint-Louis
- Pont Saint-Louis da Île de la Cité;
- Pont de la Tournelle dalla Rive gauche;
- Pont Louis-Philippe dalla Rive droite;
- Pont Marie dalla Rive droite;
- Pont Sully dalla Rive droite e dalla Rive gauche.

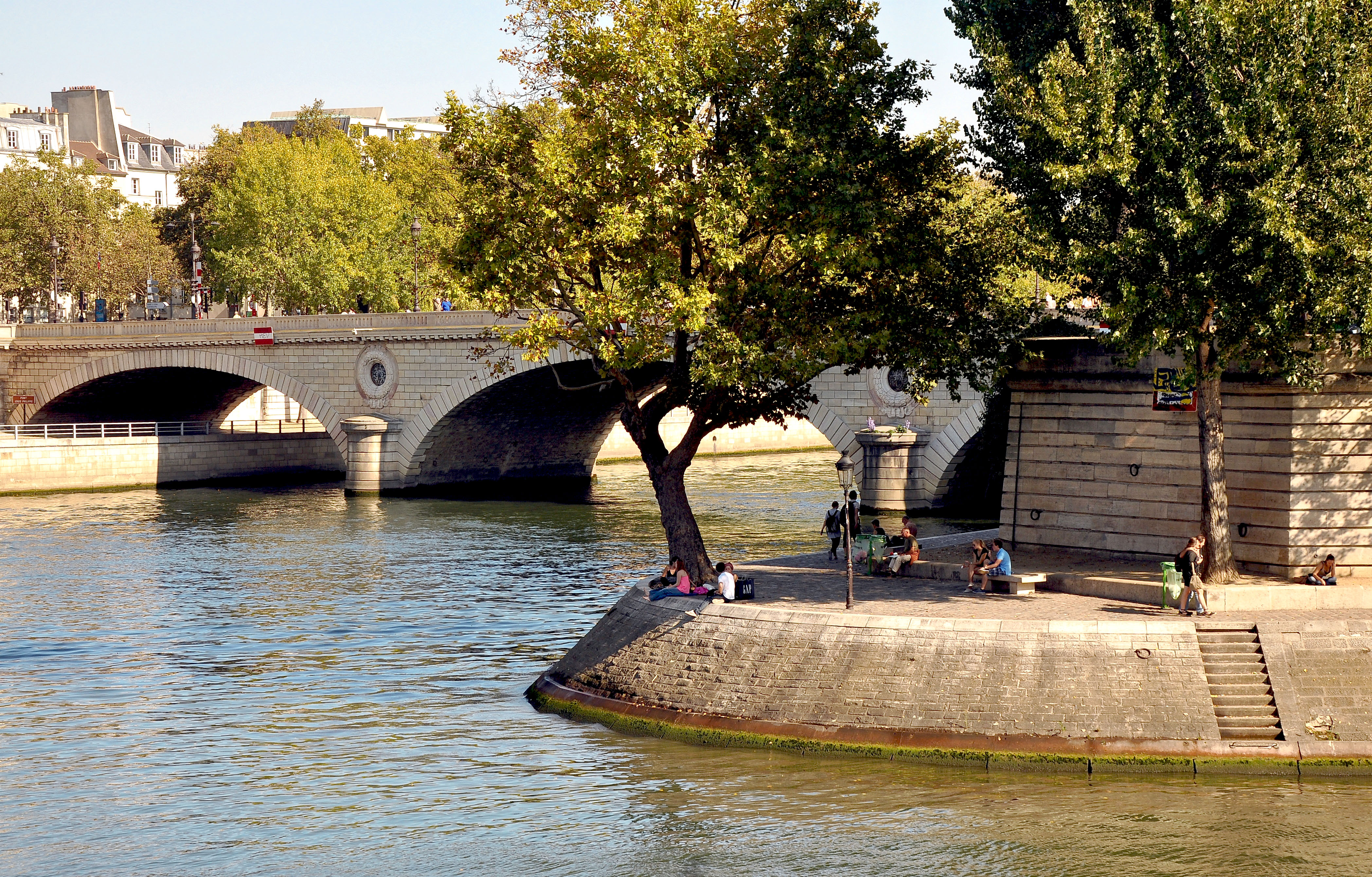
Il ponte occidentale dell'Île Saint-Louis e il Pont Louis-Philippe.